# Piper PA-60

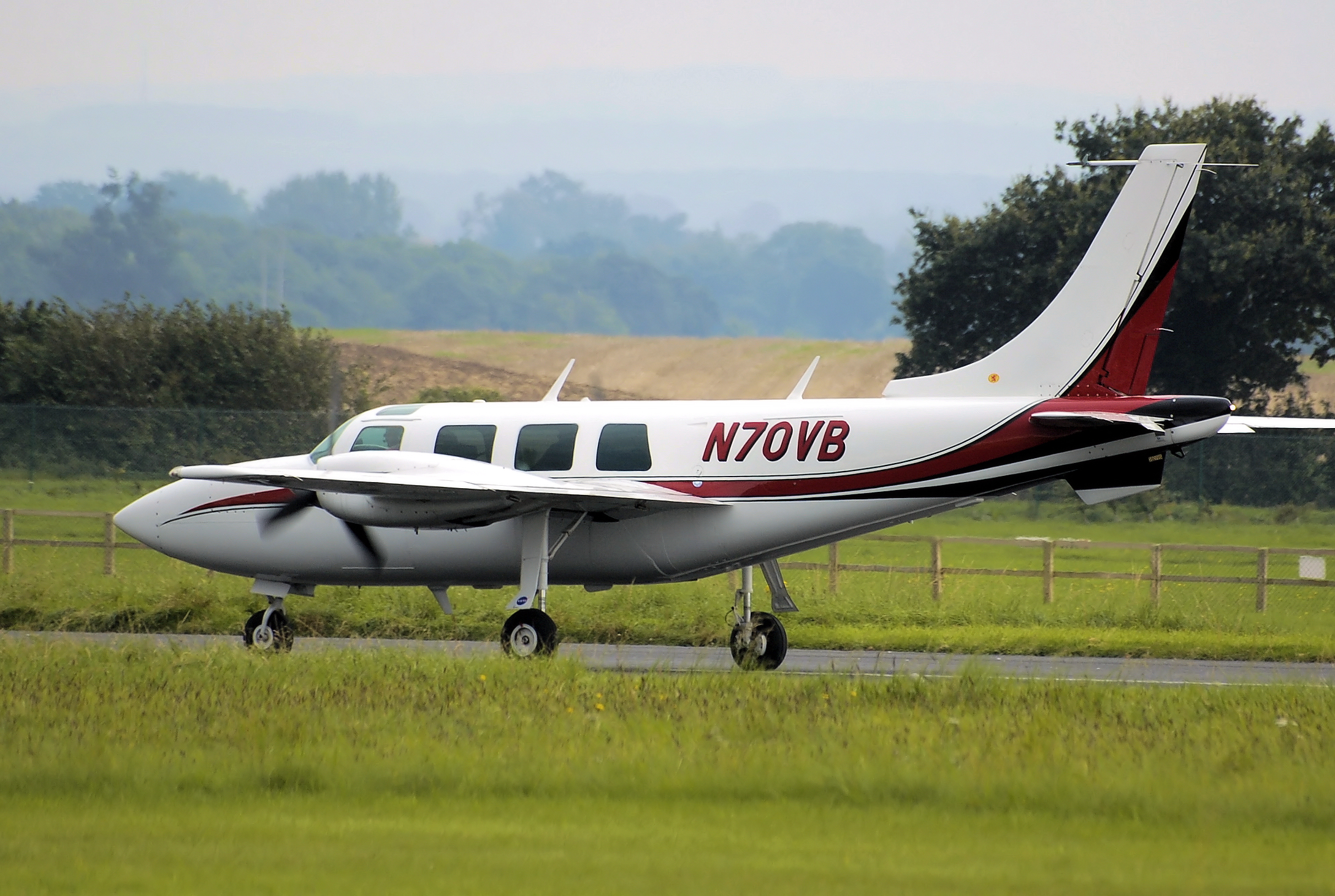
Piper PA-60-600 Aerostar, Baujahr 1977

Die Piper PA-60 Aerostar ist ein US-amerikanisches, zweimotoriges leichtes Geschäftsreiseflugzeug, entwickelt von der Ted Smith Aircraft Company, die nach 1978 Teil der Piper Aircraft Corporation wurde.

## Entwicklung
Ted Smith flog die erste Aerostar 600 im Oktober 1967. Es war ein Eindecker mit zwei an den Flügeln angebrachten Lycoming Kolbenmotoren. Auch geflogen wurde eine Version mit Turboaufladung, die Aerostar 601.
Die Flugzeuge wurden in Van Nuys gebaut, als die Firma 1968 von der American Cement Company gekauft wurde. Die Übernahme war allerdings kein Erfolg und die Firma wurde 1969 wieder an Butler Aviation zurück verkauft. Die neue Firma hieß Aerostar Aircraft Corporation und die Flugzeuge wurden daraufhin in Kerrville produziert.
1972 kaufte Ted Smith alle Rechte am Flugzeug zurück, sodass er weitere Aerostars produzieren konnte, er führte auch die Aerostar 601P ein. Die 601P hatte Motoren mit leistungsstärkeren Turboladern für die Druckkabine. Eine weitere Variante war die gestreckte Aerostar 700 Superstar.
1976 wurde die Firma in Ted Smith Aerostar Corporation umbenannt.
1978 wurde die Firma von der Piper Aircraft Corporation übernommen, die drei Varianten (600A, 601B und 600P) weiter produzierte und führte später die Versionen 601P und 602P (auch als Sequoya bekannt) wieder ein. Nach Einstellung der Produktion von Modellen ohne Druckkabine zog Piper die Produktion nach Vero Beach, wo die letzte Aerostar 1984 produziert wurde.

## Varianten
600
Erste Serienversion mit zwei 290 PS (213 kW) starken Lycoming IO-540-K, 282 Exemplare wurden unter vier verschiedenen Unternehmen gebaut.
600A
Modell 600 mit kleinen Detailänderungen.
600E
Bezeichnung für in Europa verkaufte Flugzeuge.
601 (später PA-61)
Modell 600 mit Turbo-aufgeladenen Motoren, 117 Exemplare.
601B (später PA-61)
Modell 601 mit vergrößerter Spannweite, 44 Exemplare.
601P (später PA-61P)
Modell der 601 mit Druckkabine und erhöhtem Gesamtgewicht, 492 Exemplare.
602P Sequoya (später PA-60)
Von Piper entwickelte Version der 601P mit 290 PS Lycoming TIO-540-AA1A5 Motoren, 124 Exemplare.
620
Aerostar mit Druckkabine und 310 PS TIO-540 Motoren, 1 Exemplar.
700 Superstar
Prototyp mit gestrecktem Rumpf und zwei IO-540M Motoren.
700P
602P mit gegenläufigen Lycoming TIO-540-U2A Motoren, 26 Exemplare, auch als PA-60 bezeichnet.
702P
Neue Modifikation der 700P mit verstärktem Bugfahrwerk, welches ein höheres Startgewicht ermöglichte.
800
601P mit gestrecktem Rumpf, vergrößertem Heck und zwei 400 PS starken Lycoming Motoren, 1 Exemplar.

## Zwischenfälle
- Am 13. September 2011 starb der Pilot bei einem Absturz einer PA 60 in Hildesheim, nachdem die Maschine beim Start kaum an Höhe gewann und der Pilot versuchte, zum Flughafen zurückzukehren.[1][2]
- Am 17. Oktober 2016 legte eine Piper Aerostar auf dem Flughafen Karlsruhe / Baden-Baden (FKB) eine Bruchlandung hin, dabei soll der 77-jährige Pilot schwer verletzt worden sein.[3]
- Am 10. Dezember 2019 stürzte der Urenkel von Bahlsen-Gründer Hermann Bahlsen, Alex Bahlsen, in Vancouver mit einer Piper Aerostar ab. Mit ihm zusammen starben insgesamt drei Personen.[4][5]

## Technische Daten (700P)
Daten von Jane's Civil and Military Aircraft Upgrades 1994-95
- Besatzung: 1 Pilot
- Passagiere: 5
- Länge: 10,61 m
- Spannweite: 11,18 m
- Höhe: 3,68 m
- Flügelfläche: 16,56 m²
- Leermasse: 2112 kg
- max. Startmasse: 2864 kg
- Höchstgeschwindigkeit: 284 kn (527 km/h) bei 100 % Leistung
- Reisegeschwindigkeit: 224 kn (416 km/h) bei 55 % Leistung
- Reisegeschwindigkeit: 242 kn (453 km/h) bei 65 % Leistung
- Reisegeschwindigkeit: 260 kn (483 km/h) bei 75 % Leistung
- Steigleistung: 9,5 m/s
- Gipfelhöhe: 7620 m
- Reichweite: 1648 km
- Antrieb: 2× Avco Lycoming TIO-540-U2A mit je 350 PS (261 kW)